# 니키포로스 블렘미디스
니키포로스 블렘미디스(라틴어식: Nicephorus Blemmydes; 그리스어: Νικηφόρος Βλεμμύδης, 1197–1272)는 13세기 동로마 제국의 저술가였다.

## 전기
블렘미디스는 1197년 콘스탄티노폴리스에서 의사의 두번째 아이로 태어났다.  1204년, 제4차 십자군에 의한 콘스탄티노폴리스 정복 이후 그는 소아시아로 이주했다. 거기서, 그는 프루사, 니케아, 스미르나와 스카만드로스에서 교양 교육을 받았다. 블렘미디스는 의학, 철학, 신학, 수학, 천문학, 논리학과 수사학을 공부했다. 그가 마침내 성직자로 직업을 취득했을 때, 그는 동방 정교회와 로마 가톨릭교회 사이의 신학적 논쟁에 적극적으로 참여했고, 서양의 관습을 지지하는 성령의 발출에 관한 논문을 썼다. 그는 니케아 제국의 박식한 테오도로스 2세 라스카리스의 지도 교사였으며, 고전 문헌의 위대한 수집가였다. 기욤 드 뤼브룩은 그의 후원자, 요안니스 3세 두카스 바타치스가  오비디우스의 행사력으로부터 잃어버린 책들의 사본을 소유하고 있다고 보고한다.
블렘미디스는 또한 테오도로스 2세 라스카리스 왕자와 게오르기오스 아크로폴리티스와 같은 학생들을 가르쳤던 학교를 설립했었다. 말년에,  블렘미디스는 수도사가 되어 그가 에페소스에 지은 수도원으로 물러났다. 그는 1272년에 사망했다.

## 저작 목록
- Autobiographia (Curriculum Vitæ)
- Epistula universalior
- Epitome logica
- Epitome physica
- Expositio in Psalmos
- De processione Spiritus Sancti
- De regia pellice templo ejecta (On the Royal Concubine Expelled from the Temple)
- De regis oficiis (On Royal Offices)
- Laudatio Sancti Ioanni Evangelistae
- Orationes de vitae fine (ΑΠΟΔΕΙΞΙΣ, ΟΤΙ ΟΥΧ ΩΡΙΣΤΑΙ ΤΟΥ ΚΑΘΕΚΑΣΤΟΝ Η ΖΩΗ. ΔΙΑΛΕΓΟΜΕΝΟΣ Ή ΠΕΡΙ ΤΟΥ ΟΡΟΥ)
- Regia statua
- Sermo ad monachos suos (Sermon to his monks)
- De virtute et ascesi[2]